# Estación Erasto
Erasto es una estación ferroviaria ubicada en la Provincia de Santa Fe, Argentina.

## Servicios
La estación, en la actualidad, forma parte del Ferrocarril Rosario a Puerto Belgrano que unía la Estación Rosario con la ciudad de Bahía Blanca. A partir de la nacionalización de 1948, pasó a formar parte del Ferrocarril General Bartolomé Mitre.
- Datos: Q5842164